# 埃克勒 (孚日省)
埃克勒（法語：Escles，法語發音：[ɛkl] ⓘ）是法国大東部大區孚日省的一个市镇，属于埃皮纳勒区。

## 地理
埃克勒（48°7'44"N, 6°10'40"E）面积22.54 平方千米，位于法国大東部大區孚日省，该省份为法国东北部内陆省份，北起默兹省和默尔特-摩泽尔省，西接上马恩省，南至上索恩省和贝尔福地区省，东临上莱茵省和下莱茵省。
与埃克勒接壤的市镇（或旧市镇、城区）包括：热松维尔、莱兰、皮埃尔菲特、伊隆河畔维尔、维奥梅尼勒、贝尔吕、沙穆瓦洛格约、阿罗勒。
埃克勒的时区为UTC+01:00、UTC+02:00（夏令时）。

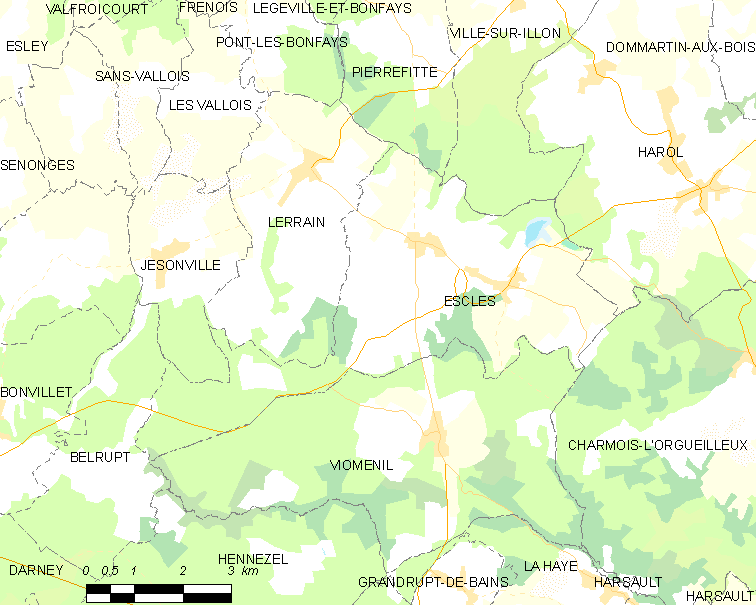
埃克勒的OSM定位图

## 行政
埃克勒的邮政编码为88260，INSEE市镇编码为88161。

## 政治
埃克勒所属的省级选区为达尔内县。

## 人口

1962-2008年间埃克勒人口变化图示

埃克勒于2022年1月1日时的人口数量为385人。